# Операція «Манна» (Нідерланди, 1945)

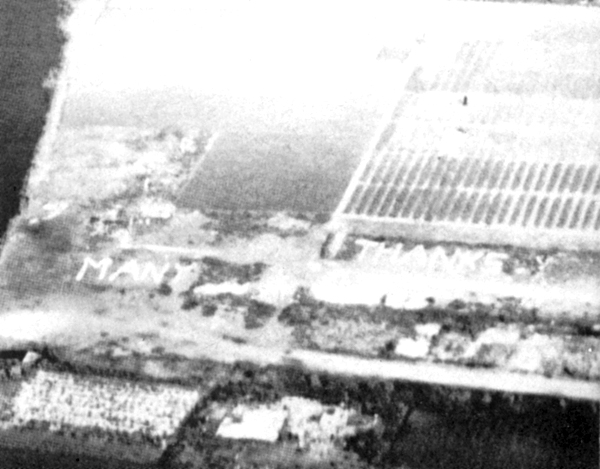
Операція «Манна», знімок з літака. Тюльпани висаджені у вигляді напису «щиро дякуємо» (many thanks). Голландія, травень 1945

Операція «Манна» — скидання продовольства голодному населенню Голландії в останні дні перед капітуляцією Німеччини. Вильоти здійснювались над окупованими територіями Нідерландів з 29 квітня по 8 травня 1945 року. 6680 тонн доставили ВПС Великої Британії, 4000 тонн — ВПС США, чия операція називалась «Ненажера» (англ. Chowhound). Початкове планування було виконано Королівськими ВПС, і операції часто об'єднують у назві «Manna-Chowhound».
Згоду на гуманітарну операцію дав командувач окупованими територіями Артур Зейсс-Інкварт.
Назва була запозичена з Біблії, що містить опис «таємничої їжі», яка втамовувала голод Мойсея та його одноплемінників у роки поневірянь пустелею.
Початок операції був напрочуд своєчасним — у другій половині квітня офіційний раціон зменшився з 400 до 230 кілокалорій на добу, а 24 числа уряд у вигнанні отримав телеграму, у якій зазначалось, що «через десять днів у Західній Голландії не буде їжі». З 27 квітня видача хлібу була скорочена до 200 грам на тиждень, і його запаси мали цілком закінчитись вже 4 травня.
Британські повітряні сили, виділені для операції, складались із 1-ї, 2-ї та 8-ї групи, й налічували в сумі 145 Москіто і 3156 бомбардувальників «Ланкастер». Разом льотчики Королівських ВПС здійснили 3298 вильотів.

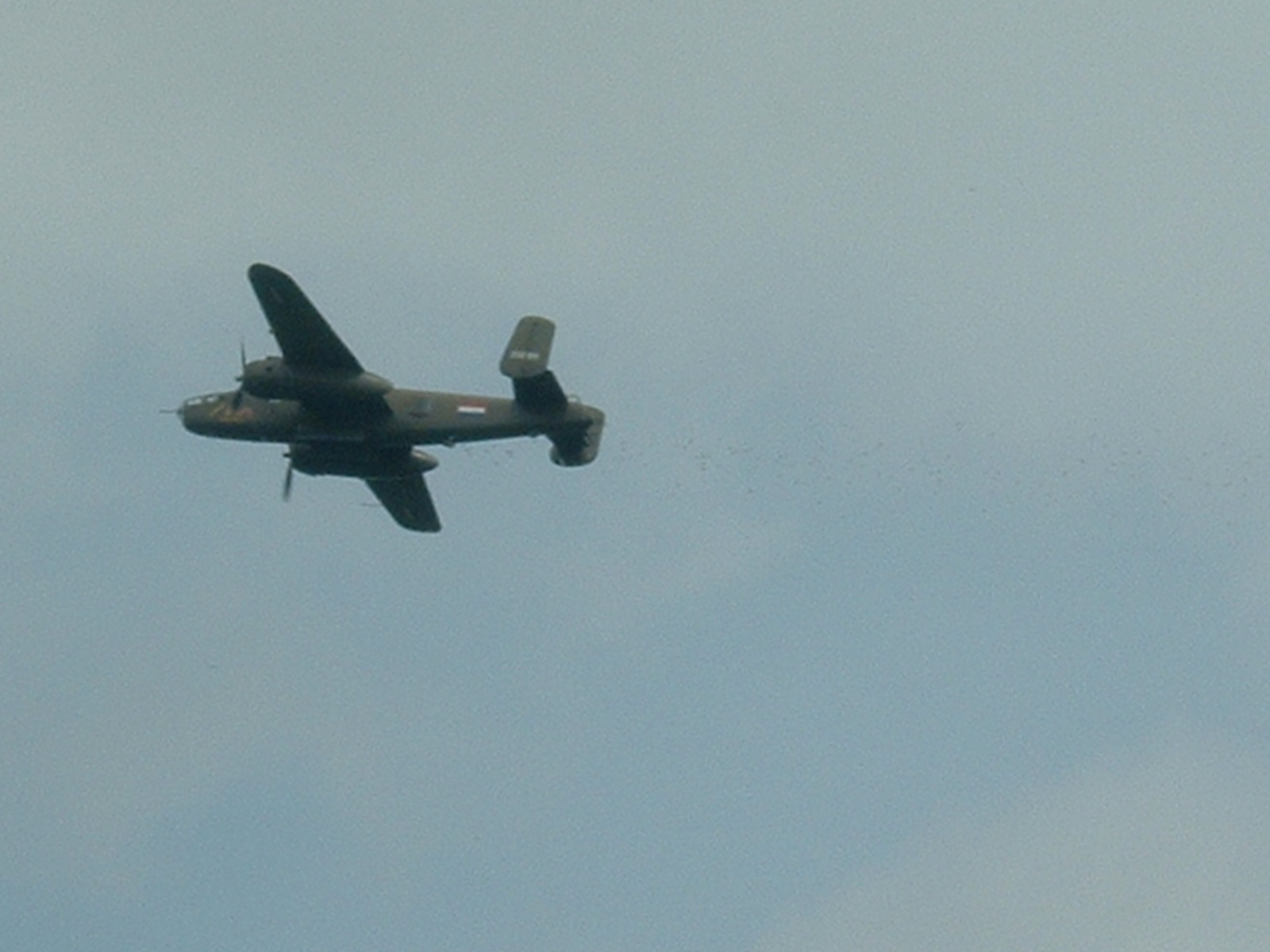
2005 рік, Влаардінген. B-25 «Мітчелл» здійснює меморіальний політ над Голландією на честь шістдесятиріччя операції «Манна».

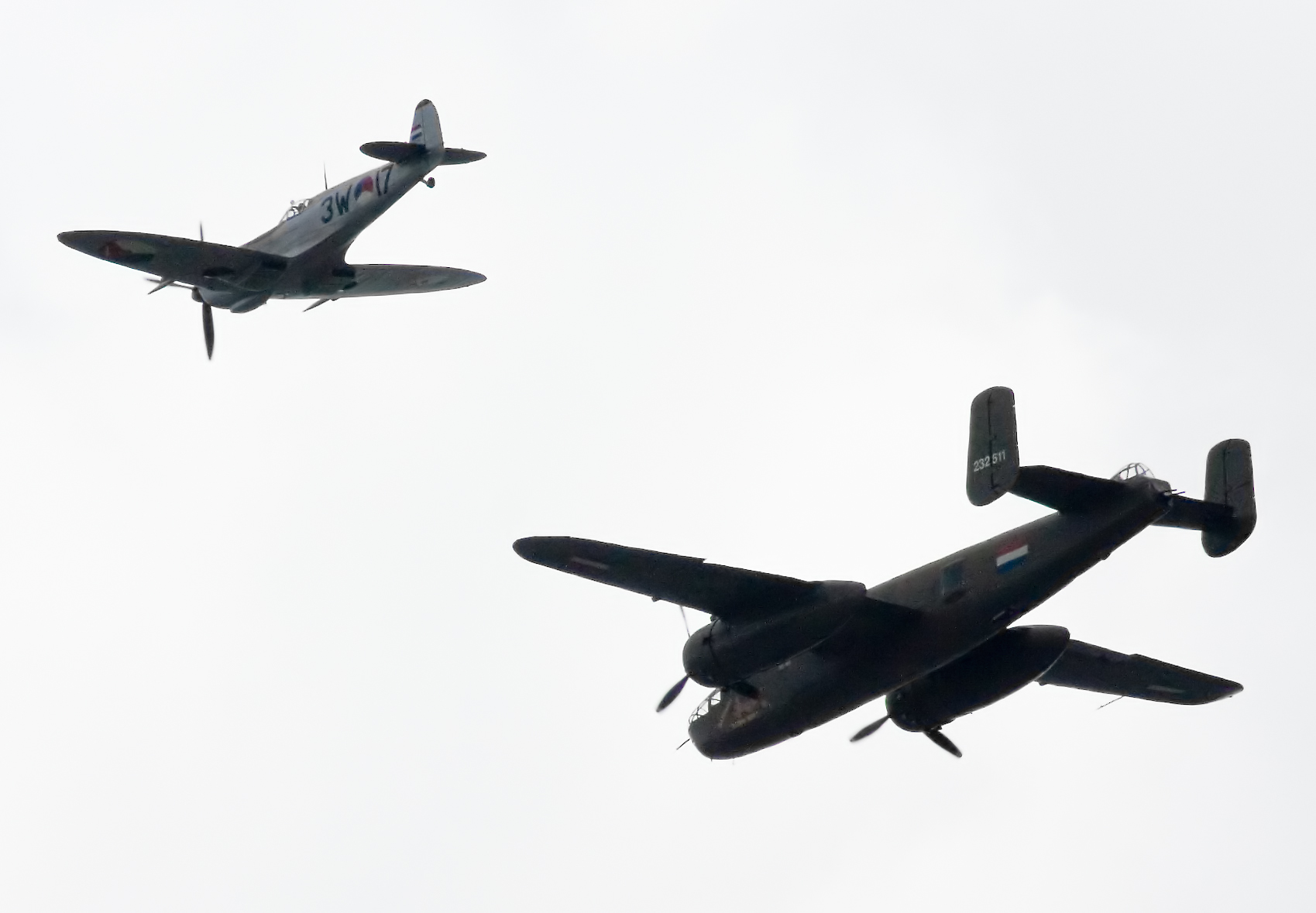
29 квітня 2006 року, Голландія. Політ у пам'ять про операцію «Манна».

Перший «Ланкастер», під назвою «Поганий Пенні» (англ. bad penny, за прислів'ям англ. a bad penny always turns up, «поганий пенні завжди повертається») вилетів вранці 29 квітня 1945 року у пробний рейс над зайнятою ворогом територією, у несприятливу погоду, ще до угоди з німецькими військами про пропуск. Радіопослання «Поганого Пенні» про успішне скидання вантажу стало сигналом для початку масованої операції.
Зонами скидання продуктів були Лейден (аеродром Валькенбург), Гаага (іподром Дуїндігт та аеродром Іпенбург), Роттердам (аеродром Ваальхавен та озеро Кралінгс Плас), і Гауда.
З 1 по 3 травня до британських машин приєднались 400 американських бомбардувальників B-17, які скинули 4000 тонн солдатських пайків (англ. K-ration) на смуги Амстердамського аеропорту в ході операції Chowhound.